# Muscari dionysicum
Muscari dionysicum ist eine Pflanzenart aus der Gattung der Traubenhyazinthen (Muscari) in der Familie der Spargelgewächse (Asparagaceae).

## Merkmale
Muscari dionysicum ist eine ausdauernde, krautige Pflanze, die Wuchshöhen von 25 bis 40 (selten 15 bis 60) Zentimeter erreicht. Dieser Geophyt bildet Zwiebeln als Überdauerungsorgane aus. Die Blätter sind 10 bis 25 (selten 6 bis 50) Millimeter breit. Die Blütenstiele sind 10 bis 25 (selten 7 bis 27) Millimeter lang. Es sind über 50 fruchtbare Blüten vorhanden. Diese sind 7 bis 10 (selten bis 12) Millimeter groß. Ihre Zähne sind cremefarben.
Die Blütezeit liegt im Mai.
Es gibt Populationen mit diploidem (2n = 18) und tetraploidem (2n = 36) Chromosomensatz; letztere überwiegen.

## Vorkommen
Muscari dionysicum kommt auf der Kreta vorgelagerten Insel Dia und den Dionysaden sowie auf Anafi und mehreren kleinen Inseln der südöstlichen Kykladen vor. Es gibt auch einen Fund von einer der Insel Skyros vorgelagerten Kleininsel. Es handelt sich bei dieser Art um einen Kleininselspezialisten, der gelegentlich auch auf größeren Inseln an Felsküsten bis in eine Meereshöhe von 430 m vorkommen kann.

## Systematik
Muscari dionysicum wurde 1943 von Karl Heinz Rechinger erstbeschrieben. Ein Synonym von Muscari dionysicum Rech.f. ist Leopoldia dionysica (Rech.f.) Greuter.
In der World Checklist of Selected Plant Families wird Muscari dionysicum in die Synonymie von Muscari weissii (Syn.: Leopoldia weissii) gestellt, in Vascular Plants of Greece: An Annotated Checklist wird Muscari dionysicum akzeptiert.
Oft als „Muscari dionysicum“ bezeichnet wird eine riesenwüchsige Sorte aus der Verwandtschaft der Schopfigen Traubenhyazinthe, Muscari comosum 'Epirus Giant', die vom Grammos-Gebirge in Nordgriechenland stammt. Die in Tropicos genannte Chromosomenzahl von 2n = 18 bezieht sich auf diese Sippe.